# B of the Bang
Vous lisez un « bon article » labellisé en 2010.
Le B of the Bang était une sculpture conçue par Thomas Heatherwick située près du City of Manchester Stadium, à Manchester, au Royaume-Uni et dont la forme rappelait un feu d'artifice en explosion. Elle fut démontée en 2009 en raison de problèmes liés à sa structure.
Commandé à l’occasion des Jeux du Commonwealth de 2002, le B of the Bang était l'une des plus hautes structures de Manchester et la plus haute sculpture du Royaume-Uni jusqu'à l'achèvement d’Aspire en 2008. Elle était plus haute et plus inclinée que la tour de Pise. La sculpture tire son nom d'une phrase du sprinter Linford Christie, dans laquelle il disait qu'il ne commençait pas ses courses au « Bang » du pistolet de départ, mais dès le « B du Bang » (B of the Bang).
Elle a été commandée en 2003 ; la construction a pris plus de temps que prévu et la sculpture n'a été inaugurée que le 12 janvier 2005. Six jours avant, l'extrémité de l'une des pointes s'est détachée et est tombée au sol. La justice s'est saisie de l'affaire un an plus tard, qui s'est terminée par une transaction à l'amiable de 1,7 million de livres.
En février 2009, à la suite de problèmes similaires, le Manchester City Council a annoncé que la « seule solution pratique » était le démontage et la mise en entrepôt de la sculpture. Le conseil s'est engagé à travailler en étroite collaboration avec l'équipe de conception de la sculpture afin de « déterminer s'il existe une stratégie abordable et durable pour reconstruire la structure sur le site ». Malgré la promesse de stockage et de potentielle reconstruction du B of the Bang, son cœur et ses pieds ont été séparés durant son déménagement,.

## Structure

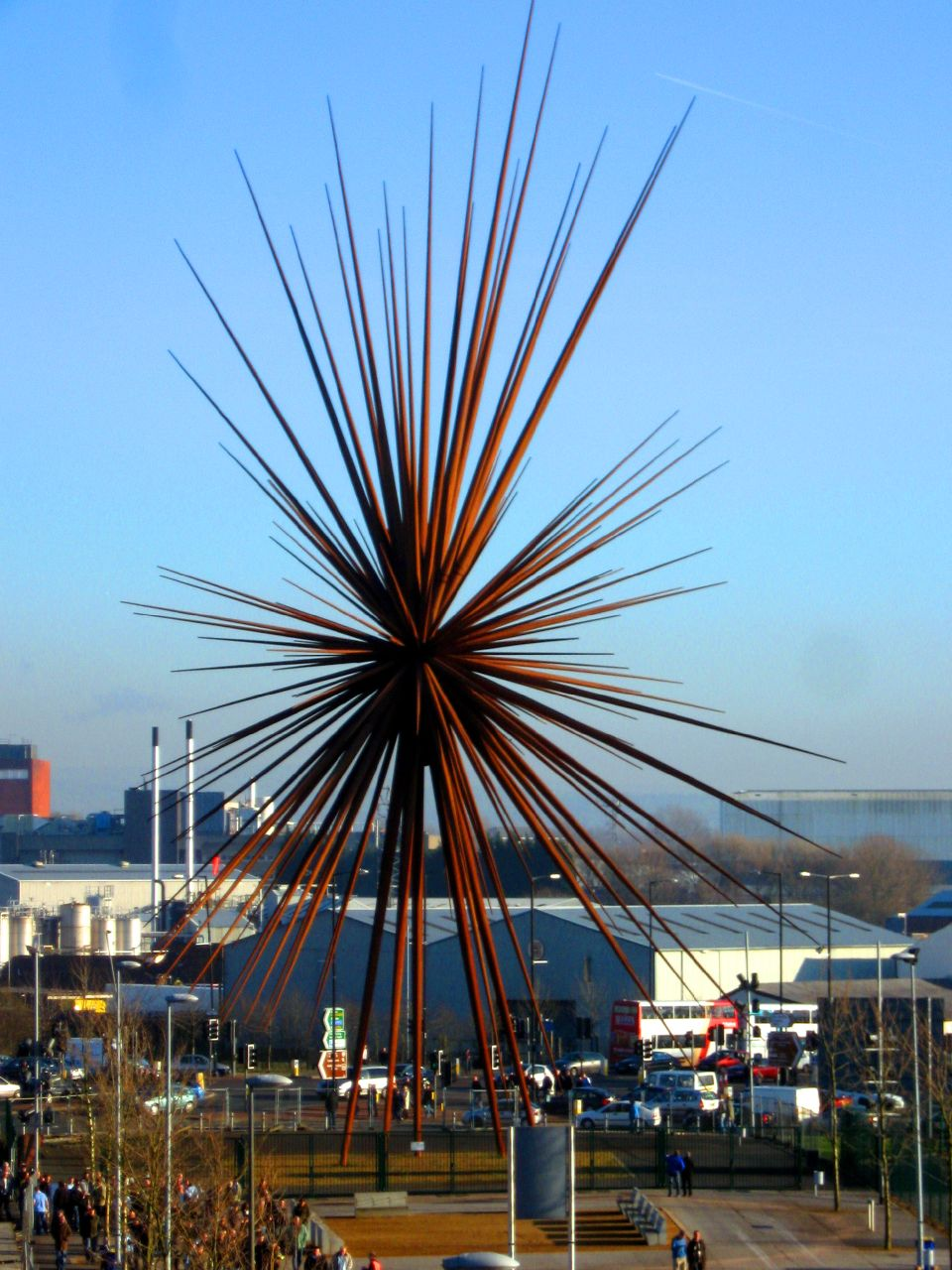
B of the Bang en 2007.

Le B of the Bang mesurait près de 56 mètres, et de son cœur sortaient 180 pointes creuses en acier. Il présentait un angle de 30 degrés avec la verticale et était soutenu par cinq pieds creux en acier de 25 mètres,, qui étaient reliés aux pointes situées 22 mètres au-dessus du sol. La sculpture pesait 165 tonnes ; le béton des fondations pesait lui plus de 1 000 tonnes et comprenait une dalle en béton armé de 400 m2. La profondeur des fondations atteignait les vingt mètres.
La sculpture a été construite avec le même matériau, du type acier Corten, que l’Ange du Nord ; à la surface de ce matériau se forme progressivement, lorsqu'il est exposé aux éléments, une couche d'oxyde. Elle permet de réduire la corrosion en diminuant sa perméabilité à l'eau. Fait prévu au cours de la conception, les pointes de la sculpture oscillent peu en présence de vent, de façon que celle-ci puisse résister à des rafales de plus de 160 km/h. À l'époque de la construction, une capsule temporelle avait été placée dans l'une des pointes de la sculpture et renfermait des poèmes et dessins d'enfants ; elle devait être ouverte aux alentours de l'an 2 300. La localisation de cette capsule temporelle est, depuis le démantèlement, inconnue.
Le B of the Bang était situé près du City of Manchester Stadium, à la Sportcity (Beswick), à l'angle des rues Alan Turing Way et Ashton New Road, et aux coordonnées 53° 28′ 55″ N, 2° 11′ 46″ O. Il tire son nom d'une citation du sprinter Linford Christie, dans laquelle il disait qu'il ne commençait pas ses courses dès le « Bang » du pistolet de départ, mais dès le « B du Bang » (B of the Bang). L'œuvre a aussi été surnommée « Kerplunk » par la population locale, d'après un jeu pour enfants très populaire des années 1970.
Jusqu'à la construction de la sculpture Aspire à l'Université de Nottingham, il s'agissait de la plus haute sculpture de Grande-Bretagne avec une hauteur plus que double à celle de l'Ange du Nord, qui est de 20 mètres. Le B of the Bang a été conçu pour ressembler à un feu d'artifice en explosion et bénéficie d'une hauteur et d'un angle d'inclinaison plus élevés que la célèbre tour de Pise. Il a été commandé par le New East Manchester Limited afin de commémorer les Jeux du Commonwealth de 2002. Son dessin a été choisi par un jury composé à la fois de riverains et d'experts artistiques, à la suite d'une compétition ayant eu lieu en 2002 ; il a été dessiné par Thomas Heatherwick.

## Construction et financement
La sculpture a été construite à Sheffield par Thomas Heatherwick Studio, Packman Lucas, Flint and Neill et Westbury Structures. Le feu vert à la construction a été donné début 2003 ; le cœur est arrivé à Manchester le 13 juin 2004. Il constituait le plus grand chargement possible pouvant être déplacé via les routes ; il a par ailleurs requis une escorte de police. Le cœur de la sculpture a été mis en place en août 2004, après quoi les 180 pointes ont pu commencer à être fixées. Les premières estimations avançaient, pour la fin de la construction, la date optimiste de juillet 2003 ; ceci a valu à la sculpture le surnom de « G of the Bang ». L'inauguration officielle du B of the Bang, par Linford Christie, a finalement eu lieu le 12 janvier 2005.
En tout, en comptant la conception et la construction, la sculpture aura coûté 1,42 million de livres — soit deux fois plus que l'estimation initiale, celle-ci n'ayant pas inclus les coûts d'installation. La source du financement était multiple : 700 000 £ provenaient du Fonds européen de développement régional, 500 000 £ du Northwest Regional Development Agency, 120 000 £ du Manchester City Council et 100 000 £ de différents organismes.

## Problèmes structurels
Le 6 janvier 2005, seulement six jours avant l'inauguration, l'extrémité de l'une des pointes de 2,1 mètres s'est détachée et a chuté au sol. L'inauguration s'est finalement déroulée à la date prévue.
Quatre mois plus tard, en mai 2005, une seconde pointe a dû être retirée par des pompiers après qu'il a été découvert que celle-ci pendillait. La sculpture a alors été fermée au public et les voies qui se trouvaient à proximité ont été temporairement barrées. Certains des joints ont été ressoudés et 170 poids ont été accrochés à la structure pour empêcher les pointes de trop bouger,.
Malgré ces modifications, le B of the Bang est resté fermé, déclenchant une campagne dans la presse locale nommée « Get It Sorted » (« Réglez le problème ! ») réclamant qu'on l'arrange. En mai 2006, neuf pointes ont été ôtées de la sculpture pour être soumises à des analyses métallurgiques, afin de mettre en évidence les contraintes exercées sur l'acier.
En octobre 2007, il a été annoncé que le Manchester City Council allait attaquer en justice les constructeurs de la sculpture, avec l'objectif d'obtenir les réparations nécessaires. En novembre 2008, cette affaire s'est terminée par un règlement à l'amiable conclu entre le conseil municipal, les concepteurs du projet de Thomas Heatherwick Studio Ltd, et les sous-traitants de l'ingénierie et de la construction de Packman Lucas Ltd, Flint and Neill Partnership et Westbury Structures Ltd. L'accord était de verser au conseil municipal 1,7 million de livres de dommages et intérêts pour rupture de contrat et négligence.

## Démantèlement

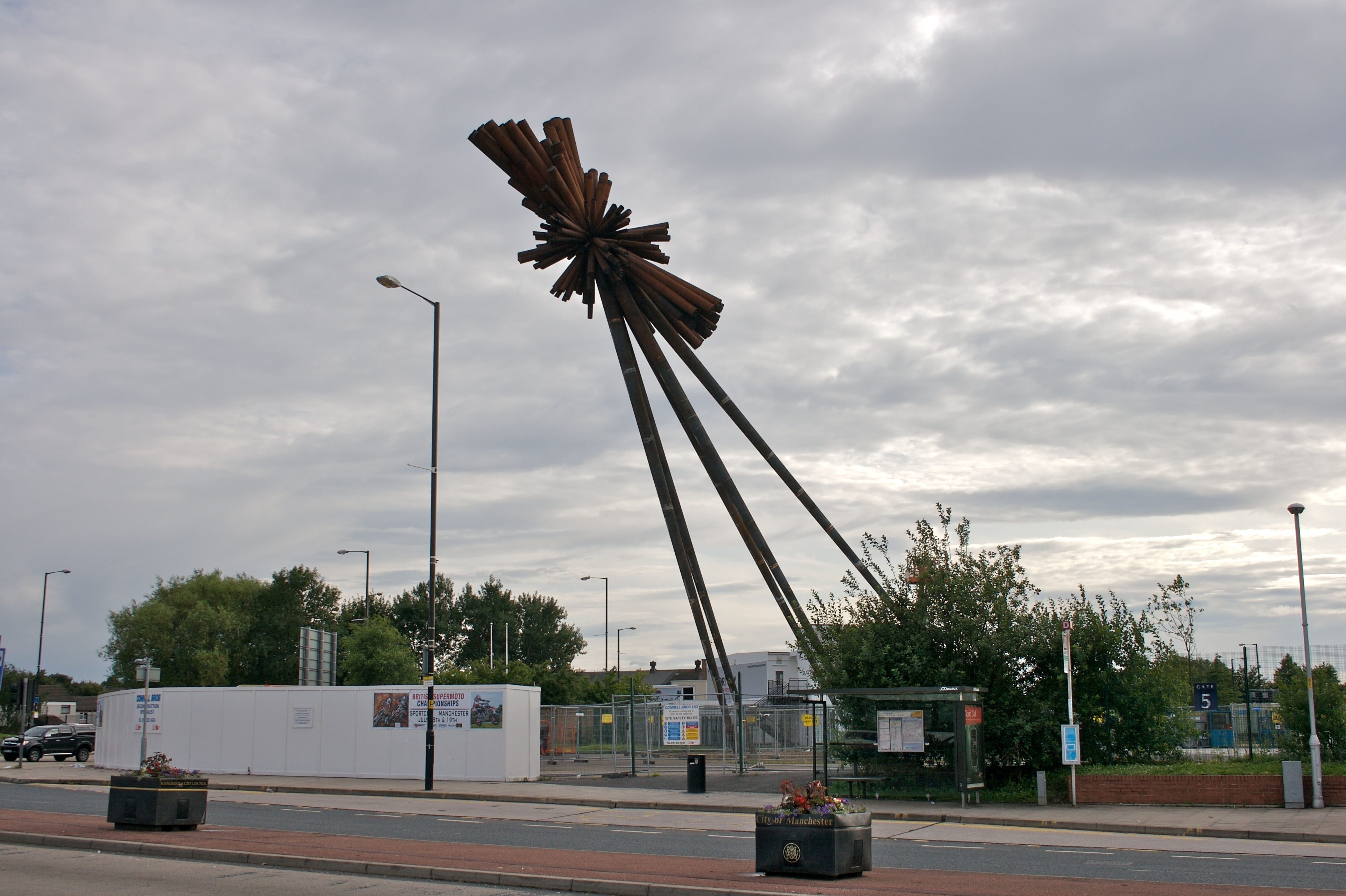
Le cœur du B of the Bang est resté visible durant le démantèlement en juillet 2009.

Se fondant sur un rapport de janvier 2009, le conseil municipal a pris la décision de faire démonter le B of the Bang pour le stocker en entrepôt jusqu'à ce que des fonds puissent être levés pour sa réinstallation en toute sécurité,,. Le rapport reconnaissait la valeur esthétique de la sculpture pour Manchester et le conseil municipal s'est engagé à travailler avec le concepteur pour trouver une solution sur le long terme. L'une des possibilités résidait dans le remplacement des pointes d'acier par d'autres faites de fibres de carbone, bien que le rapport ait souligné la nécessité d'effectuer dans ce cas des essais assez chers.
En janvier 2009, Antony Gormley, le créateur de l'Ange du Nord — auquel le B of the Bang est souvent comparé — s'est prononcé en faveur du maintien de la sculpture, affirmant que « la commande de cette œuvre d'avant-garde constituait un grand hommage à Manchester. Autoriser sa disparition serait une perte, pas seulement d'une œuvre d'art inspirée, mais aussi de courage du conseil municipal ».
Malgré l'appel lancé par Gormley, le démantèlement du B of the Bang débute en avril 2009. Des palissades plus imposantes ont été dressées autour du site ; l'entreprise de démolition Connell Bros Ltd. a commencé à retirer les pointes grâce au procédé d'oxycoupage.
Bien que le conseil eût promis de stocker le cœur et ses pieds, ceux-ci ont été séparés durant le démontage, faisant naître des doutes sur le possible retour de la sculpture. Le cœur a été vendu comme ferraille en 2012.